# سطام تمبكتي
سطام محمود تمبكتي مواليد 4 سبتمبر 2001 في السعودية، هو لاعب كرة قدم سعودي يلعب لنادي جدة معار من نادي الوحدة.

## مسيرة اللاعب
بدأ في نادي الوحدة في عام 2022 وأعير إلى نادي العين في عام 2023 وأعير إلى نادي جدة في عام 2024.

## روابط خارجية
- سطام تمبكتي على موقع قاعدة بيانات كرة القدم.إي يو (الإنجليزية)
- سطام تمبكتي على موقع Soccerway.com (الإنجليزية)